# Vilșana, Nedrîhailiv
Vilșana (în ucraineană Вільшана) este localitatea de reședință a comunei Vilșana din raionul Nedrîhailiv, regiunea Sumî, Ucraina.

## Demografie
Componența lingvistică a localității Vilșana
     Ucraineană (98,21%)
     Rusă (1,57%)
     Alte limbi (0,08%)
Conform recensământului din 2001, majoritatea populației localității Vilșana era vorbitoare de ucraineană (98,21%), existând în minoritate și vorbitori de rusă (1,57%).